# Списак цркава Епархије браничевске
Следи списак цркава Епархије браничевске по Архијерејским намесништвима

## Архијерејско намесништво великоградиштанско
| Архијерејско намесништво великоградиштанско |                                          |                 |              | |
| Слика                                       | назив цркве                              | место           | подигнута    | напомена |
|                                             | Црква Светих арханђела Михаила и Гаврила | Велико Градиште | 1852 — 1854. | Представља непокретно културно добро као споменик културе.                                                             |
|                                             | Црква Светог архангела Михаила           | Барич           |              | |
|                                             | Црква Светог пророка Јеремије            | Браничево       | 1847 — 1876. | Представља непокретно културно добро као споменик културе.                                                             |
|                                             | Црква Светог Лазара                      | Гарево          | 1939.        | Освећена 1939. |
|                                             | Црква преноса моштију Светог Николаја    | Голубац         | 1840.        | Црква подигнута на месту старије цркве брвнаре из 18. века. Представља непокретно културно добро као споменик културе. |
|                                             | Црква Светих 40 мученика севастијанских  | Десине          |              | |
|                                             | Црква Светог Стефана Првовенчаног        | Добра           |              | |
|                                             | Црква Успења Пресвете Богородице         | Клење           |              | |
|                                             | Црква Вазнесења Господњег                | Кучево          | 1903 — 1908. | Представља непокретно културно добро као споменик културе.                                                             |
|                                             | Црква Вазнесења Господњег                | Мишљеновац      |              | |
|                                             | Црква Вазнесења Господњег                | Нересница       |              | |
|                                             | Црква Светих апостола Петра и Павла      | Раброво         |              | |
|                                             | Црква Светог архангела Михаила           | Рам             |              | |
|                                             | Црква Рођења Пресвете Богородице         | Сираково        |              | |
|                                             | Црква Вазнесења Господњег                | Средњево        | 1882.        | |
|                                             | Црква Светог Саве                        | Тополовник      |              | |
|                                             | Црква Светих апостола Петра и Павла      | Турија          |              | |
|                                             | Црква Вазнесења Господњег                | Макце           |              | Црква припада парохији Клење                                                                                           |
|                                             | Црква Светог Георгија                    | Зеленик         |              | Црква припада парохији Мишљеновац                                                                                      |
|                                             | Црква Свете Петке                        | Волуја          |              | |

## Архијерејско намесништво великопланско
| Архијерејско намесништво великопланско |                                             |               |               |                                                            |
| Слика                                  | назив цркве                                 | место         | подигнута     | напомена                                                   |
|                                        | Црква Светих апостола Вартоломеја и Варнаве | Велика Плана  |               |                                                            |
|                                        | Црква Свете мученице Параскеве              | Велико Орашје | 1890.         | Представља непокретно културно добро као споменик културе. |
|                                        | Црква Светог пророка Јелисеја               | Доња Ливадица |               |                                                            |
|                                        | Црква Светог Георгија                       | Крњево        | крај 18. века | Представља непокретно културно добро као споменик културе. |
|                                        | Црква Спаљивања моштију Светог Саве         | Крњево        |               | Представља непокретно културно добро као споменик културе. |
|                                        | Црква брвнара Светих апостола Петра и Павла | Лозовик       | 1831.         | Представља непокретно културно добро као споменик културе. |
|                                        | Црква Светих апостола Петра и Павла         | Лозовик       | 1890 — 1894.  | Представља непокретно културно добро као споменик културе. |
|                                        | Црква Рођења Пресвете Богородице            | Марковац      |               |                                                            |
|                                        | Црква Рођења Пресвете Богородице            | Милошевац     | 1870.         | Представља непокретно културно добро као споменик културе. |
|                                        | Црква Светог архангела Георгија             | Ново Село     | 1893.         | Представља непокретно културно добро као споменик културе. |
|                                        | Црква Светог архангела Гаврила              | Ракинац       | 1875.         | Представља непокретно културно добро као споменик културе. |
|                                        | Црква Вазнесења Господњег                   | Старо Село    | 1882 — 1886.  | Представља непокретно културно добро као споменик културе. |
|                                        | Црква Светог архангела Гаврила              | Радовање      | 1936.         |                                                            |

## Архијерејско намесништво млавско
| Архијерејско намесништво млавско |                                               |                   |              | |
| Слика                            | назив цркве                                   | место             | подигнута    | напомена                                                                                                |
|                                  | Црква Вазнесења Господњег                     | Петровац на Млави | 1866 — 1869. | Представља непокретно културно добро као споменик културе.                                              |
|                                  | Црква Светог цара Константина и царице Јелене | Бистрица          | 1937.        | Представља непокретно културно добро као споменик културе.                                              |
|                                  | Црква Светог апостола и еванђелисте Марка     | Близнак           | 1939.        | |
|                                  | Црква Успења Пресвете Богородице              | Буровац           | 1937.        | |
|                                  | Црква Светог пророка Илије                    | Везичево          | 1999.        | |
|                                  | Црква Светог пророка Илије                    | Велики Поповац    | 1931.        | |
|                                  | Црква Светих апостола Петра и Павла           | Велико Лаоле      | 1935.        | |
|                                  | Црква Светих апостола Петра и Павла           | Влаоле            | 1904.        | |
|                                  | Црква Успења Пресвете Богородице              | Вуковац           |              | |
|                                  | Црква Свете Тројице                           | Жагубица          | 1873 — 1875. | Представља непокретно културно добро као споменик културе.                                              |
|                                  | Црква Светих цара Константина и царице Јелене | Каменово          |              | |
|                                  | Црква Светог пророка Илије                    | Кобиље            |              | |
|                                  | Црква Светог архиђакона Стефана               | Крепољин          |              | |
|                                  | Црква Светог великомученика Георгија          | Лазница           | 1955.        | |
|                                  | Црква Успења Пресвете Богородице у Мелници    | Мелница           |              | Манастирска црква манастира Витовница служи као парохијска                                              |
|                                  | Црква Свете великомученице Марине             | Орешковица        |              | Четири иконе са старог иконостаса цркве представљају непокретно културно добро као споменик културе.    |
|                                  | Црква Светих апостола Петра и Павла           | Рановац           | 1876.        | Представља непокретно културно добро као споменик културе.                                              |
|                                  | Црква Светог великомученика Георгија          | Рибаре            | 1928.        | |
|                                  | Црква Света Три јерарха                       | Ћовдин            | 2003.        | |
|                                  | Црква Светих апостола Петра и Павла           | Црљенац           | 1904.        | |
|                                  | Црква Светог Марка                            | Кула              | 2014.        | Црква се налази у оквиру парохије Црљенац                                                               |
|                                  | Црква Светог архангела Михаила                | Шетоње            | 1829.        | Црква заједно са школом и гробљем као целина представља непокретно културно добро као споменик културе. |
|                                  | Црква Свете Тројице                           | Рашанац           |              | |
|                                  | Црква Свете Марије Магдалене                  | Сиге              |              | Црква припада Парохији Крепољин                                                                         |
|                                  | Црква Светог Томе                             | Табановац         | 1919.        | Црква припада Парохији Буровац                                                                          |

## Архијерејско намесништво подунавско
| Архијерејско намесништво подунавско |                                              |                    |                        |                                                                               |
| Слика                               | назив цркве                                  | место              | подигнута              | напомена                                                                      |
|                                     | Саборна црква Светог великомученика Георгија | Смедерево          | 1850 – 1854.           | Представља непокретно културно добро као споменик културе.                    |
|                                     | Црква Светог апостола и еванђелисте Луке     | Смедерево          |                        |                                                                               |
|                                     | Црква Успења Пресвете Богородице             | Смедерево          | прва половина 15. века | Представља непокретно културно добро као споменик културе од великог значаја. |
|                                     | Црква Светог великомученика Георгија         | Јасенак, Смедерево |                        |                                                                               |
|                                     | Црква Силаска Светог Духа на апостоле        | Враново            | 1893.                  | Представља непокретно културно добро као споменик културе.                    |
|                                     | Црква Светог пророка Јеремије                | Врбовац            | 1939.                  | Представља непокретно културно добро као споменик културе.                    |
|                                     | Црква Свете великомученице Марине            | Добри До           |                        |                                                                               |
|                                     | Црква Вазнесења Господњег                    | Друговац           |                        |                                                                               |
|                                     | Црква Светих апостола Петра и Павла          | Колари             | 1847.                  | Представља непокретно културно добро као споменик културе.                    |
|                                     | Црква Рођења Пресвете Богородице             | Липе               | 1884.                  | Представља непокретно културно добро као споменик културе.                    |
|                                     | Црква Преноса моштију Светог Николаја        | Лугавчина          |                        |                                                                               |
|                                     | Црква светог апостола Вартоломеја            | Mало Орашје        | 1933.                  |                                                                               |
|                                     | Црква Светог пророка Илије                   | Михајловац         | 1873.                  | Представља непокретно културно добро као споменик културе.                    |
|                                     | Црква Светог архангела Гаврила               | Осипаоница         | 1826.                  | Представља непокретно културно добро као споменик културе.                    |
|                                     | Црква Светих апостола Петра и Павла          | Осипаоница         | 2000 — 2014.           |                                                                               |
|                                     | Црква преподобне Параскеве                   | Радинац            | 1939.                  |                                                                               |
|                                     | Црква преноса моштију Светог Николаја        | Сараорци           |                        |                                                                               |
|                                     | Црква Успења Пресвете Богородице             | Скобаљ             |                        |                                                                               |
|                                     | Црква Свете великомученице Марине            | Удовице            |                        |                                                                               |

## Архијерејско намесништво пожаревачко
| Архијерејско намесништво пожаревачко |                                                  |                   |                  | |
| Слика                                | назив цркве                                      | место             | подигнута        | напомена |
|                                      | Саборна црква Светих архангела Михаила и Гаврила | Пожаревац         | 1819.            | Представља непокретно културно добро као споменик културе.                                                                   |
|                                      | Црква Свете Петке                                | Бусије, Пожаревац | 2013.            | |
|                                      | Црква Светог Николе                              | Пожаревац         | 1890.            | Представља непокретно културно добро као споменик културе.                                                                   |
|                                      | Црква Светог Николе                              | Александровац     | 1884.            | Представља непокретно културно добро као споменик културе.                                                                   |
|                                      | Црква Светих 40 мученика Севастијанских          | Баре              |                  | |
|                                      | Црква Светог апостола Томе                       | Божевац           | 1890 — 1893.     | Представља непокретно културно добро као споменик културе.                                                                   |
|                                      | Црква Светих Козме и Дамјана                     | Брадарац          |                  | Црква се налази у атару села Маруљевац, административно у Бубушинцу, а црквена општина је Брадарац                           |
|                                      | Црква Светог апостола Луке                       | Брежане           | 1935.            | |
|                                      | Црква Свете Тројице                              | Влашки До         |                  | |
|                                      | Црква Свете Тројице                              | Дубравица         |                  | |
|                                      | Црква Успења Пресвете Богородице                 | Кленовник         | 1935.            | |
|                                      | Црква Светог Трифуна                             | Кличевац          | 1902.            | Представља непокретно културно добро као споменик културе.                                                                   |
|                                      | Црква Светог Георгија                            | Костолац          | 1924.            | Представља непокретно културно добро као споменик културе.                                                                   |
|                                      | Црква Светих Захарија и Јелисавете               | Лучица            | 1908.            | |
|                                      | Црква Светог Игњатија                            | Мало Црниће       | 1892.            | Представља непокретно културно добро као споменик културе.                                                                   |
|                                      | Црква Светог Максима                             | Костолац          | 1999 — 2004.     | |
|                                      | Црква Вазнесења Господњег                        | Пољана            |                  | Манастирска црква Манастира Сестрољин служи као парохијска црква. Представља непокретно културно добро као споменик културе. |
|                                      | Црква Свете Марине                               | Салаковац         | 1942.            | |
|                                      | Црква Светих Петозарних мученика                 | Смољинац          | 1847.            | Представља непокретно културно добро као споменик културе.                                                                   |
|                                      | Црква Светих архангела Михаила и Гаврила         | Топоница          |                  | Манастирска црква Манастира Заова служи као парохијска црква. Представља непокретно културно добро као споменик културе.     |
|                                      | Црква Светих апостола Петра и Павла              | Трњане            | 1999.            | |
|                                      | Црква Преображења Господњег                      | Шапине            | средина 19. века | Представља непокретно културно добро као споменик културе.                                                                   |
|                                      | Нова црква Преображења Господњег                 | Шапине            | 2002.            | |
|                                      | Црква Вазнесења Господњег                        | Драговац          |                  | Црква се налази у парохији Брежане                                                                                           |
|                                      | Црква Светог Николе                              | Петка             |                  | Црква се налази у парохији Кленовник                                                                                         |
|                                      | Црква Светог Георгија                            | Забрега           |                  | Црква се налази у парохији Шапине                                                                                            |
|                                      | Црква преноса моштију Светог Николаја            | Касидол           |                  | Црква се налази у парохији Баре                                                                                              |

## Архијерејско намесништво раваничко-параћинско
| Архијерејско намесништво раваничко-параћинско |                                        |                     |           |                                |
| Слика                                         | назив цркве                            | место               | подигнута | напомена                       |
|                                               | Црква Свете Тројице                    | Параћин             | 1898.     |                                |
|                                               | Црква Светог великомученика Георгија   | Ћуприја             |           |                                |
|                                               | Црква Свете Тројице                    | Вирине              |           |                                |
|                                               | Црква Свете Тројице                    | Горња Мутница       |           |                                |
|                                               | Манастирска црква преподобне Параскеве | Извор, Доња Мутница | 18. век   |                                |
|                                               | Црква Светог пророка Илије             | Крушар              |           |                                |
|                                               | Црква Рођења Пресвете Богородице       | Поповац             |           |                                |
|                                               | Црква преноса моштију Светог Николаја  | Супска              |           |                                |
|                                               | Црква Св. Арханђела Гаврила            | Давидовац/Главица   |           |                                |
|                                               | Црква Свете Петке                      | Забрега             |           | Црква припада парохији Поповац |

## Архијерејско намесништво ресавско
| Архијерејско намесништво ресавско |                                          |                |              |                                                                                    |
| Слика                             | назив цркве                              | место          | подигнута    | напомена                                                                           |
|                                   | Црква преноса моштију Светог Николаја    | Свилајнац      | 1826.        | Представља непокретно културно добро као споменик културе.                         |
|                                   | Црква Светих апостола Петра и Павла      | Велики Поповић |              |                                                                                    |
|                                   | Црква Светих апостола Петра и Павла      | Витанце        |              |                                                                                    |
|                                   | Црква Спаљивања моштију Светог Саве      | Војска         |              |                                                                                    |
|                                   | Црква преноса моштију Светог Николаја    | Гложане        | 19. век      | Представља непокретно културно добро као споменик културе.                         |
|                                   | Црква преноса моштију Светог Николаја    | Гложане        | 1935.        | У цркви се налази спомен костурница погинулих рарника 1915. године среза расинског |
|                                   | Црква преноса моштију Светог Николаја    | Двориште       |              |                                                                                    |
|                                   | Црква Светог деспота Стефана             | Деспотовац     |              |                                                                                    |
|                                   | Црква Светих апостола Петра и Павла      | Дубница        |              |                                                                                    |
|                                   | Црква Вазнесења Господњег                | Жабари         | 1874.        | Представља непокретно културно добро као споменик културе.                         |
|                                   | Црква Светог пророка Илије               | Кушиљево       |              |                                                                                    |
|                                   | Црква Вазнесења Господњег                | Медвеђа        |              |                                                                                    |
|                                   | Црква Рођења Пресвете Богородице         | Милива         |              |                                                                                    |
|                                   | Црква Успења Пресвете Богородице         | Ореовица       | 1821.        | Представља непокретно културно добро као споменик културе.                         |
|                                   | Црква пеподобне Параскеве                | Породин        | 1869 — 1872. | Представља непокретно културно добро као споменик културе.                         |
|                                   | Црква Светог великомученика Пантелејмона | Ресавица       |              |                                                                                    |
|                                   | Црква Свете Марије Магдалене             | Роанда         |              |                                                                                    |
|                                   | Црква Светог великомученика Георгија     | Седларе        |              |                                                                                    |
|                                   | Црква Светог пророка Илије               | Симићево       | 1901.        | Представља непокретно културно добро као споменик културе.                         |
|                                   | Црква Светих апостола Петра и Павла      | Стрмостен      |              |                                                                                    |
|                                   | Црква Успења Пресвете Богородице         | Црквенац       |              |                                                                                    |
|                                   | Црква брвнара Рођења Богородичиног       | Четереже       | 1805.        | Представља непокретно културно добро као споменик културе.                         |
|                                   | Црква Рођења Богородичиног               | Четереже       | 1854.        | Представља непокретно културно добро као споменик културе.                         |
|                                   | Црква Светог Стефана                     | Жабари         |              | Црква припада парохији Жабари                                                      |
|                                   | Црква Вазнесења Господњег                | Грабовац       |              |                                                                                    |
|                                   | Црква Светог Прокопија                   | Сењски Рудник  |              |                                                                                    |
|                                   | Црква Светог пророка Илије               | Мачевац        |              | Црква припада парохији Војска                                                      |